# Microdus ligulifolius
Microdus ligulifolius là một loài rêu trong họ Dicranaceae. Loài này được Müll. Hal. Broth. mô tả khoa học đầu tiên năm 1924.